# 대한민국의 국내 입양
국내 입양은 입양을 하는 범위가 해외 입양을 제외한 국내에서 이루어지는 입양을 말한다.  현재 국내 입양 단체중에 가장 활발하게 활동하고 있는 단체는 홀트아동복지회가 있다. 2017년에 국내외로 입양된 아동의 총수는 863명이며 점점 감소 추세에 있다. 입양아동의 대다수는 미혼모 자녀이며 국내 입양에서는 여아를 선호하고 있다. 같은 해 국내 입양은 465명으로 감소 추세에 있다.  국내 입양의 상당수(89.7%)는 미혼모의 자녀이며 그 다음이 유기 아동이었다. 이 입양 업무를 담당하는 부서는 대한민국 보건복지부 관할이며, 2006년부터 매년 5월 11일을 입양의 날로 정하여 기념행사를 하고 있다.  

## 입양 사례
- 송옥숙
- 이아현
- 차인표, 신애라 부부